# Bec d'espina oriental

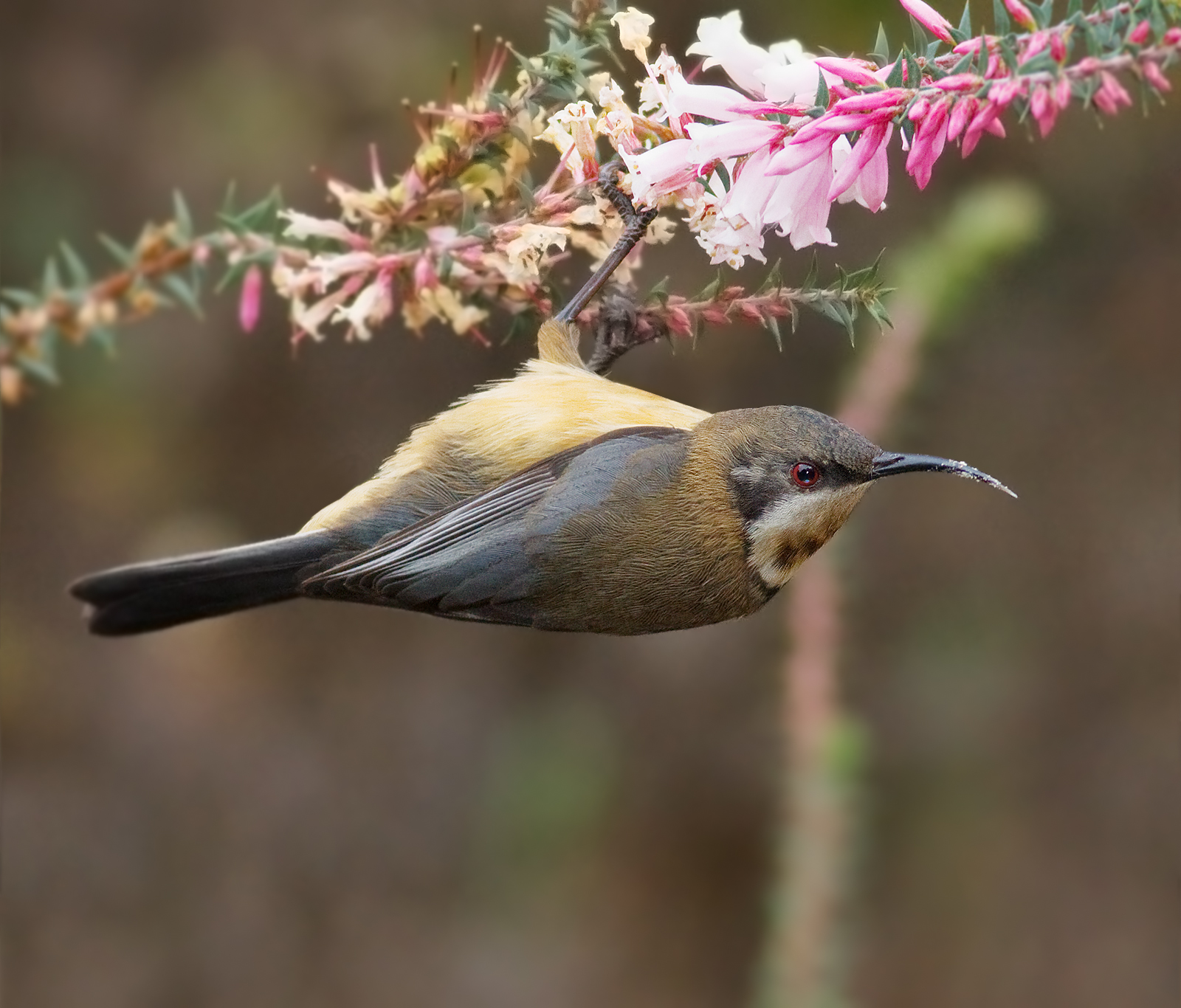
Femella

El bec d'espina oriental (Acanthorhynchus tenuirostris) és una espècie d'ocell de la família dels melifàgids (Meliphagidae) que habita boscos d'Austràlia, des de l'est de Queensland cap al sud, a través de l'est de Nova Gal·les del Sud, Victòria (Austràlia) i el sud-est d'Austràlia Meridional, fins a Tasmània.